# Horní Myslová
Horní Myslová – miejscowość i gmina (obec) w Czechach, w kraju Wysoczyna, w powiecie Igława. W 2022 roku liczyła 91 mieszkańców.